# 細橋里駅
細橋里駅（さいきょうりえき、セギョリえき）は、現在の大韓民国ソウル特別市麻浦区にかつて存在した唐人里線の駅である。

## 歴史
- 1929年9月20日 - 開業[1]。
- 1944年3月31日 - 廃止[2]。

## 隣の駅
唐人里線
西江駅 - 細橋里駅 - 放送所前駅